# Escuela de arte República de Italia
Escuela de arte República de Italia (EARI) está ubicada en la calle San Juan n° 122, en Florencio Varela. Allí se dictan los profesorados de artes visuales, cerámica y escultura, educación musical, instrumento y canto, popular y académico. Las carreras pueden cursarse en turno mañana, tarde y vespertino. Algunos de los instrumentos que se dictan son: arpa, acordeón, bandoneón, bajo eléctrico, batería, canto, clarinete, contrabajo, corno, fagot, flauta, guitarra eléctrica, percusión, piano, saxo, trombón, trompeta, viola, violín.

## Historia
La Escuela de Arte República de Italia fue fundada por Rosa María Fernández Melzi de Barzi en 1987.  
Se ubica en el centro de Florencio Varela, es un instituto de Formación Docente en el que se dictan los profesorados de Artes Visuales y Música, y clases de iniciación musical para niños y adolescentes. Concurren a la escuela más de 1000 estudiantes de todas las edades, provenientes de los distintos barrios de Florencio Varela y de distritos vecinos (Berazategui, Almirante Brown, Claypole, Solano, etc.). Dictan clases en la institución, de lunes a sábado en los tres turnos, entre 200 y 300 docentes. 
El edificio en el cual funciona la institución es alquilado. Ante la creciente matrícula y la insuficiencia del espacio (16 aulas) gran cantidad de materias se dictan en sedes anexas (escuelas primarias que prestan sus instalaciones en el turno vespertino). Las condiciones edilicias son paupérrimas: informes oficiales recientes de peritos del cuerpo de bomberos, en 2011 y 2015, indicaron "peligro de derrumbe" y "condiciones no aptas para el dictado de clases". 

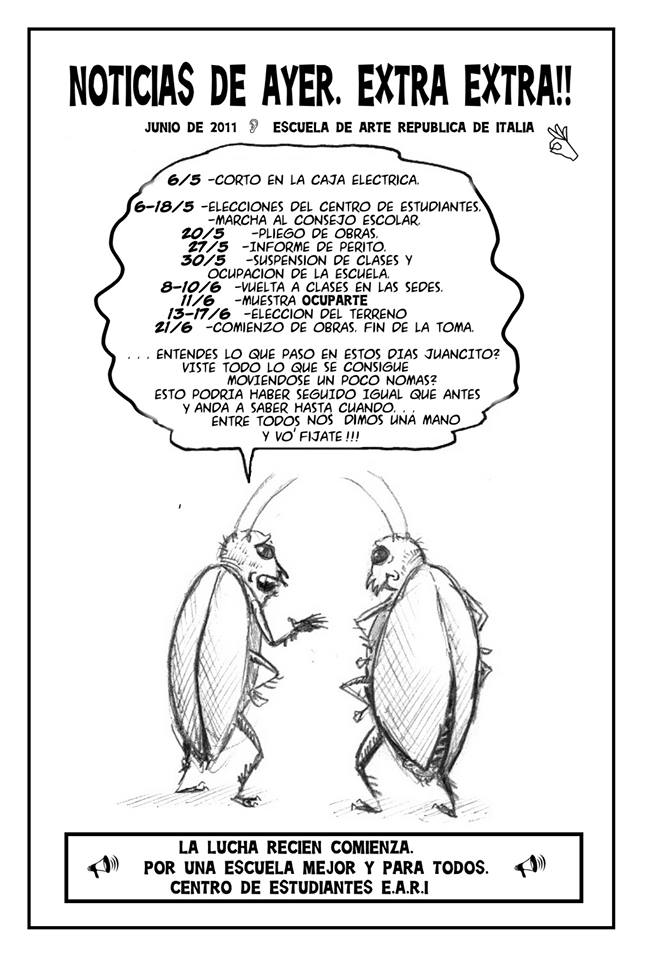
Toma estudiantil 2011

Una escalera caracola de 50 cm de ancho recorre los distintos pisos de la escuela, y por ella cientos de estudiantes (niños, jóvenes y adultos) se turnan para subir y bajar todos los días. La gran mayoría de las aulas están hechas de durlock, sin las condiciones mínimas de acustización necesarias para el dictado de clases de música. 

## Riesgo de derrumbe
En el año 2011, un fallo en el circuito eléctrico generó un principio de incendio. Ante esta situación, Inspección decidió clausurar el edificio. Docentes y estudiantes de la escuela, en una toma que duró casi un mes, impidieron la clausura y garantizaron la asignación de una partida presupuestaria (finalmente irrisoria) para la realización de reparaciones mínimas. Se construyeron dos salidas de emergencia en los pisos superiores, una escalera exterior y una carpeta  de concreto en el salón de muestras (SUM). Cabe destacar que lo que se considera SUM en la escuela de arte es un tinglado de 10x20mtrs., sin calefacción, en el que se construyeron aulas con paneles de cartón yeso (actual biblioteca y EMATP), y donde se dictan los talleres de artes visuales. Los problemas de terminaciones en el techo provocan, en los días de lluvia, daños en los instrumentos que allí se guardan (guitarras, pianos, equipos de audio, etc.). Fue allí donde, el año pasado en un día de tormenta, una catarata de agua bajando desde el techo arruinó una gran cantidad de libros y materiales didácticos de la biblioteca, y fueron los estudiantes de la escuela los que rescataron lo que se pudo en aquel triste incidente. 

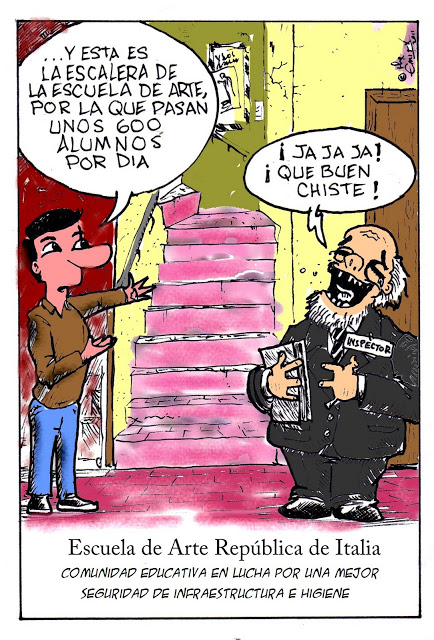
Inspección y consejo escolar

### La toma
De aquella toma del año 2011 surgieron los compromisos de las autoridades de iniciar la construcción de tan ansiado Edificio Propio para la Escuela de Arte. Jefatura Distrital, Consejo Escolar, Secretaría de Infraestructura de Provincia y la Municipalidad de Florencio Varela garantizaban comenzar un trabajo en conjunto en ese sentido. La conducción celeste del SUTEBA intercedía y celebraba el compromiso del entonces ministro de transporte, Sergio Randazzo, de ceder los terrenos del ferrocarril para iniciar las construcciones. Sin embargo, el terreno nunca se cedió y el proyecto no empezó. Las últimas reparaciones realizadas a las escuelas fueron medidas de emergencia ante situaciones graves. Simples parches para evitar tragedias: en el 2014 se cambiaron chapas del techo de la planta superior, ya que los días de lluvia las goteras caían sobre la instalación eléctrica. En 2015 (ante un nuevo informe de bomberos), se repararon columnas rajadas y el intendente de Florencio Varela (en tiempos de campaña electoral) asumía el compromiso de ceder los terrenos de la Colchonerpia Estelar (en el Cruce de Varela) para iniciar la construcción.